# Zigmas Angarietis
Zigmas Angarietis (en ruso: Зигмас Ангаретис, nacido Zigmontas Antanas Aleksa) (Obelupiai, Vilkaviškis, Lituania, Imperio Ruso, 25 de junio de 1882 – Moscú, Unión Soviética, 22 de mayo de 1940) fue un político comunista lituano, revolucionario bolchevique y dirigente del Partido Comunista de Lituania. Fue uno de los líderes de la República Socialista Soviética de Lituania (1918-1919) y de la República Socialista Soviética Lituano-Bielorrusa, de breve duración. Angarietis fue detenido en 1938 durante la Gran Purga de Stalin y ejecutado dos años después. Durante su vida escribió más de cien trabajos sobre marxismo-leninismo.

## Biografía

### Primeros años y formación
Angarietis nació en una familia de acaudalados terratenientes. Sus hermanos, Jonas Aleksa y Konradas Aleksa, serían ministro de Agricultura de Lituania y profesor de la Academia Lituana de Agricultura, respectivamente. Tras graduarse en el instituto de Marijampolė, Angarietis ingresó en el Instituto de Veterinaria de Varsovia en 1904. En Varsovia se vio familiarizado con los activistas del Partido Socialista Polaco y de la Unión General de Trabajadores Judíos de Lituania, Polonia y Rusia. Por participar en las protestas antizaristas que condujeron a la Revolución rusa de 1905, fue detenido, expulsado del instituto y encarcelado durante seis meses y medio en 1904. Esta experiencia llevó a Angarietis a dedicar su vida a la causa comunista.

### Actividad revolucionaria
Angarietis regresó a Lituania. Su familia no aprobaba sus actividades revolucionarias y él rompió todos sus lazos con ellos después de que los obreros de la finca de su padre se pusieran en huelga y su padre llamase a la policía para reprimir la protesta. Angarietis se unió al Partido Socialdemócrata de Lituania en 1906 y fue elegido miembro de su Comité Central en 1907. En 1908-1909, organizó la publicación del periódico ilegal Darbininkų žodis (La Voz de los Trabajadores) en Marijampolė. Por ello fue detenido en 1909 y condenado a cuatro años de prisión en 1911. Durante su arresto y juicio fue encarcelado en Suwałki, donde tuvo acceso a una biblioteca y podía escribir. Al menos dos de sus obras, Ateities surėdymas (Construyendo el futuro) y Materialistiškasis istorijos supratimas (La comprensión materialista de la historia) fueron escritas allí y sacadas clandestinamente de la prisión, siendo publicadas posteriormente en los Estados Unidos. En octubre de 1911 fue trasladado a Pskov, donde las condiciones de vida eran considerablemente peores. Hasta su liberación en 1915 estuvo deportado en Minusinsk, en la Gubernia de Yeniseysk.
En el destierro, Angarietis se relacionó con la facción bolchevique del Partido Obrero Socialdemócrata de Rusia (POSDR) y se unió a sus filas en 1916. Escribió numerosos artículos para la prensa socialdemócrata y comunista usando el nombre de Angarietis (por el río Angará), que terminaría convirtiéndose en su apellido. Tras la Revolución de Febrero de 1917 se trasladó a Petrogrado y se implicó activamente en la Comisaría de Asuntos Lituanos del Partido Bolchevique. Junto a Vincas Mickevičius-Kapsukas planificó la revolución socialista en Lituania. Angarietis también editó el periódico Tiesa (Verdad), publicó numerosos libros y expandió la ideología comunista entre los refugiados de guerra lituanos.
A finales de 1918 Angarietis regresó a Lituania y ayudó a organizar el Partido Comunista de Lituania y el Partido Comunista (Bolcheviques) de Lituania y Bielorrusia. Fue nombrado comisario del pueblo de Asuntos Internos de la breve República Socialista Soviética de Lituania (1918-1919) y de la República Socialista Soviética Lituano-Bielorrusa (conocida como Litbel). Sin embargo, cuando la RSFS de Rusia perdió la Guerra polaco-soviética y la Guerra lituano-soviética, estos Estados socialistas colapsaron y el Partido Comunista fue ilegalizado en Lituania.

### Trabajo ideológico

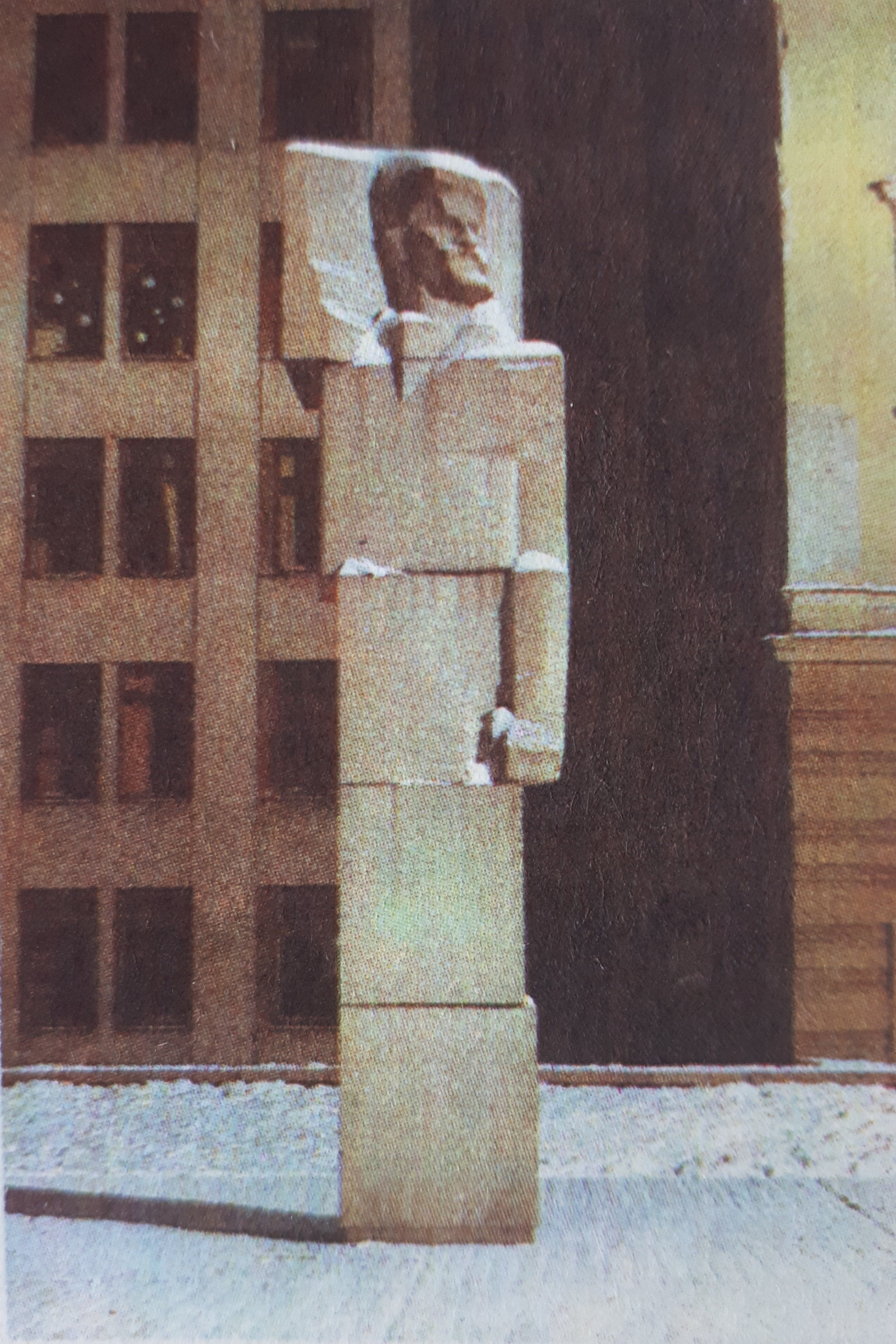
monumento a Angarietis, Vilnius

Tras el fracaso de establecer el régimen comunista en Lituania, Angarietis se retiró a Rusia para no volver jamás a su país de origen. Primero vivió en Smolensk (1920-1922) y después en Moscú. En 1921, escribió un manuscrito de 480 páginas sobre la historia del Partido Comunista de Lituania y acusó a Kapsukas de muchos errores ideológicos y prácticos que llevaron a su fracaso. Este conflicto fue rápidamente detenido por los líderes comunistas rusos.
Angarietis permaneció implicado en el Partido Comunista de Lituania, supervisando sus actividades clandestinas y dirigiendo su prensa desde Smolensk. Escribió numerosos libros, ensayos y panfletos. También editó una colección de obras escogidas de Lenin en dieciocho volúmenes. Fue editor de varios periódicos, incluyendo Komunistas (El Comunista, 1918-1939), Kibirkštis (La Chispa, 1924-1926), Balsas (La Voz, 1929-1933), Partijos darbas (El Trabajo del Partido, 1931-1933). También dio clases en la Universidad Comunista de Minorías Nacionales del Oeste. Angarietis fue representante del Partido Comunista de Lituania en la Comintern. Fue delegado a los congresos 3.º, 4.º, 5.º, 6.º y 7.º de la Internacional Comunista. Durante los congresos 5.º, 6.º y 7.º fue elegido miembro de la Comisión Internacional de Control, de la cual fue secretario entre 1926 y 1935. También fue delegado al VI Congreso del Partido Obrero Socialdemócrata de Rusia y a los congresos del Partido Comunista Ruso 8.º, 10.º y 12.º-17º.
Angarietis fue detenido en marzo de 1938 durante la Gran Purga y ejecutado dos años más tarde. Fue rehabilitado en 1956 durante la campaña de desestalinización.